# Pryderi
Pryderi (Gwri Wallt Euryn) – bohater walijskich legend, władca Dyfedu, opisany w zbiorze wydanym w 1877 r. przez Lady Charlotte Guest pt. „Mabinogion”. Pojawia się tam w każdej z tzw. „Czterech Gałęzi”, czasem jako postać drugoplanowa, niemniej przewijająca się przez cały cykl. Jego imię tłumaczone jest jako „troska” na pamiątkę traumatycznych wydarzeń związanych z narodzinami bohatera.

## Opis fabuły
Rodzicami Pryderi'ego byli Pwyll, władca Dyfed oraz Rhiannon, córka króla Heveydd'a Hen'a. Pryderi przyszedł na świat w Narberth, głównej siedzibie Pwylla. Miało to miejsce w nocy. Po porodzie zarówno królowa, jak i sześć asystujących jej kobiet, zasnęły. Gdy służki obudziły się rano, dostrzegły, że dziecko zniknęło. Zabiły więc szczeniaka, jego krwią umazały ręce i twarz królowej, rozrzuciły obok niej kości, a rankiem ogłosiły, iż wyrodna matka pożarła swoje dziecko. Lud domagał się sprawiedliwości, Pwyll skazał więc Rhiannon na siedem lat kary. Zgodnie z wyrokiem miała siedzieć przy zamkowej stajni, witać nadchodzących gości, opowiadając im o tym, co uczyniła, a także oferując im przeniesienie do zamku na własnych plecach.
W tym czasie Pryderi pojawił się w tajemniczych okolicznościach na progu stajni lorda Teirnyona. Teirnyon posiadał najpiękniejszą klacz w królestwie, która co roku źrebiła się w dzień Beltaine, zaś jej potomstwo znikało. Gdy nadszedł kolejny wieczór Beltaine, Teirnyon czuwał przy klaczy i kiedy źrebię przyszło na świat, przez okno wsunęła się ogromna łapa. Lord odciął ją w łokciu i wybiegł na zewnątrz, nie zdołał jednak doścignąć potwora, kiedy zaś wrócił, na progu znalazł dziecko. Zaniósł je żonie i wspólnie zdecydowali, że adoptują chłopca i nadadzą mu imię Gwri Wallt Euryn, gdyż jego włosy miały barwę złota. W wieku czterech lat chłopiec był już silnym młodzieńcem, a kiedy jego przyrodni ojciec dowiedział się, iż mały chciał pomagać stajennym prowadzić konie do wodopoju, wraz z żoną postanowili podarować mu źrebaka, który urodził się tej samej nocy, gdy znaleźli dziecko. W tym czasie do uszu Teirnyona dotarły wieści o nieszczęściu Rhiannon, zorientował się też, że między Pryderim a Pwyllem istnieje uderzające podobieństwo. Postanowił więc zwrócić chłopca jego rodzicom. W ten sposób zakończyła się kara Rhiannon, a chłopiec został przyjęty na dworze z radością i oddany na wychowanie Pendaranowi Dyfedu, który wraz z Teirnyonem otrzymał tytuł jego przybranego ojca. Podczas tego spotkania Rhiannon nadała też dziecku imię Pryderi, tłumaczone jako „troska”. 
Po śmierci ojca Pryderi objął rządy nad siedmioma Krainami Dyfedu, dodał do nich jeszcze trzy Krainy Ystrad Tywi oraz cztery Krainy Cardigan, określane wspólnie jako siedem Krain Seissyllwch. Następnie ożenił się z Kicvą (Cigvą), córką Gwynna Gohoyw'a, syna Gloywa Wallta Lydana, syna Księcia Casnara.
Pryderi wraz z Manawyddanem, którego potem wyswatał ze swoją matką Rhiannon, towarzyszył też Branowi w wyprawie do Irlandii po Branwen, siostrę Brana.
Podczas pewnego polowania Pryderi wraz z Manawydanem ścigali dzika, który wpadł do tajemniczego zamku. Budynku nigdy wcześniej nie było na tamtym wzgórzu, jednak psy Pryderiego wbiegły do środka, podążył więc, aby je odzyskać i został magicznie uwięziony w środku. Podobny los spotkał Rhiannon, która poszła go odszukać. Dopiero sprytnie działania Manawydana umożliwiły im odzyskanie wolności.
Pryderi zginął z ręki Gwydiona, druida dworu króla Matha, w pojedynku, który nastąpił na skutek konfliktu z Gwydionem. Gwydion podstępnie zdobył słynne stado świń z Arawn, które posiadał Pryderi, a następnie po stoczeniu bitwy, która nie zakończyła konfliktu, stoczył z Pryderim pojedynek, jak podaje legenda, nieuczciwy, wspomagany czarami i w jego rezultacie zgładził władcę Dyfedu.
Pryderi przetrwał w legendach jako dobry władca, szanowany i kochany przez lud.